# Illadopsis albipectus
Falso-tordo-de-peito-escamoso ou iladópsis-de-peito-cinzento (Illadopsis albipectus) é uma espécie de ave da família Timaliidae.
Pode ser encontrada nos seguintes países: Angola, República Centro-Africana, República Democrática do Congo, Quénia, Sudão, Tanzânia e Uganda.
Os seus habitats naturais são: florestas subtropicais ou tropicais húmidas de baixa altitude.